# カイル・ステイン
カイル・ステイン（Kyle Steyn、1994年1月29日 - ）は、ユナイテッド・ラグビー・チャンピオンシップ、グラスゴー・ウォリアーズに所属するラグビーユニオン選手でチームの主将。

## プロフィール
- 南アフリカ・ヨハネスブルグ出身[1]。
- ポジションはウィング(WTB)、センター(CTB)。
- 身長 187cm、体重 102kg
- 7人制スコットランド代表に選ばれたことがある[2]。
- スコットランド代表キャップは7（2023年2月現在）
- 母はグラスゴー出身[3]。

## 略歴
グリクアズを経て、2019年、グラスゴー・ウォリアーズに加入。 
2022年、グラスゴー・ウォリアーズの主将に就任。